# 西浦敏弘
西浦 敏弘（にしうら としひろ、1960年7月8日 - 2019年7月25日）は、大阪府岸和田市出身の元プロ野球選手（外野手）。

## 来歴・人物
興國高から近畿大学に進学し、同校の硬式野球部でプレー。関西六大学・関西学生リーグ通算98試合出場、360打数111安打、打率.308。リーグ新記録の通算19本塁打を記録。本塁打の記録は、2022年秋季リーグ終了現在も破られていない。ベストナインは6度受賞。
1983年のプロ野球ドラフト会議で南海ホークスから5位指名を受け入団。当初は腰痛を理由にプロ入り拒否していたが、医師から腰が良くなったと診断され最終的にプロ入りを決断する。
一軍出場のないまま、1988年限りで現役を引退。
引退後は、株式会社エスティーウエストの代表取締役として、岸和田市内で薬局などの経営に携わる。剣道初段。
2019年7月25日死去。59歳没。
同年12月18日、西浦の妻から近畿大学硬式野球部にバッティングマシンが遺贈された。

## 詳細情報

### 年度別打撃成績
- 一軍公式戦出場なし

### 背番号
- 37 （1984年 - 1988年）